# Sprawa Dreda Scotta

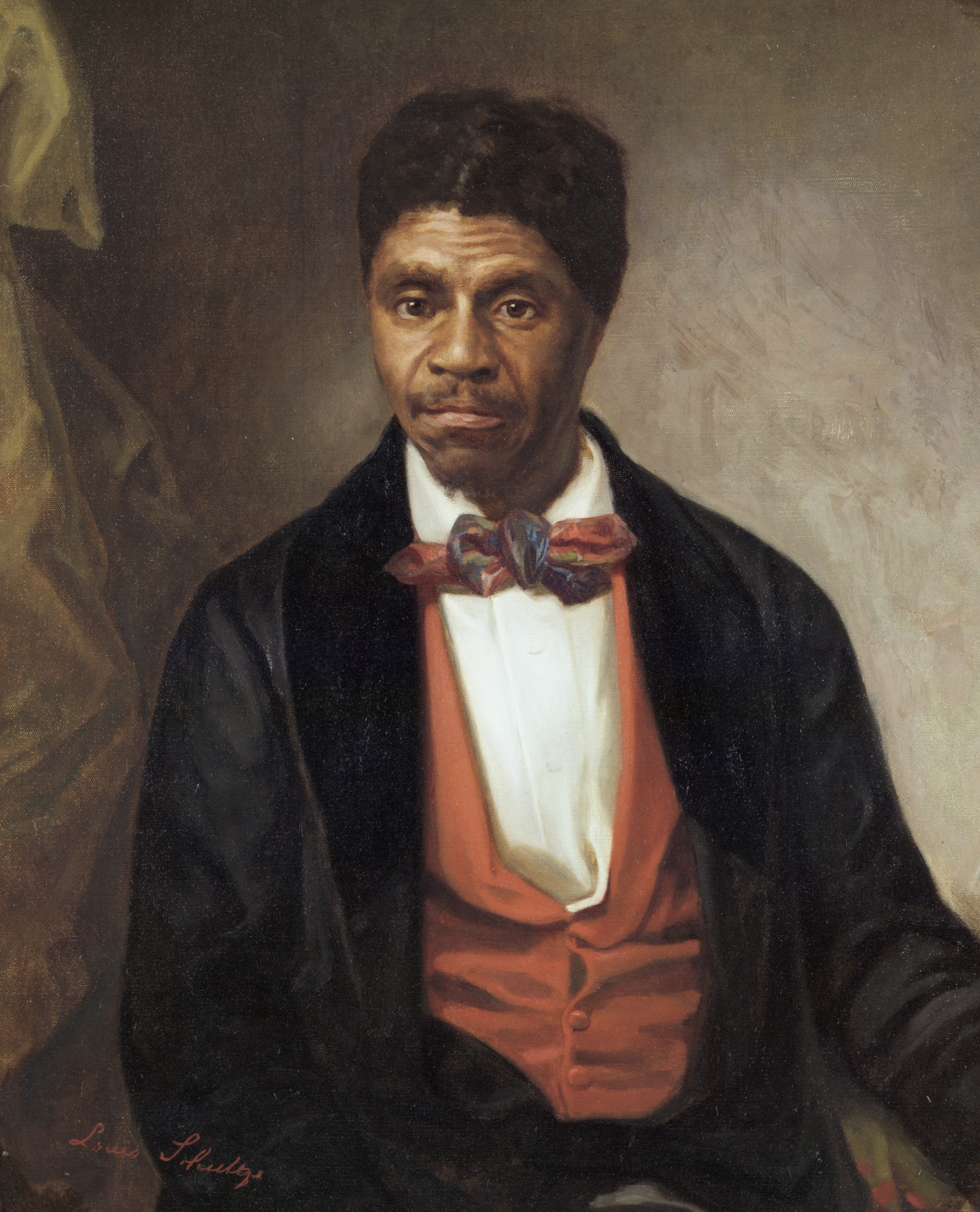
Portret Dreda Scotta, pędzla Louisa Schultzego

Sprawa Dreda Scotta – wydarzenie polityczne w historii Stanów Zjednoczonych, rozpoczęte w 1846 roku i zakończone wyrokiem Sądu Najwyższego jedenaście lat później.

## Geneza sporu
Dred Scott był niewolnikiem należącym do chirurga wojskowego, Johna Sanforda z Missouri. Scott wędrował ze swoim panem i przez pewien czas mieszkał z nim w Illinois (stan wolny od niewolnictwa) oraz w Minnesocie (niewolnictwo zniesiono tam w myśl kompromisu Missouri). W 1846 roku obaj powrócili do rodzimego stanu i Scott postanowił złożyć wniosek do sądu o uznanie go wolnym. Swoją decyzję argumentował faktem, że przez dłuższy czas przebywał na wolnym terytorium. Obowiązywał wówczas przepis, że właściciele niewolników mogą podróżować wraz z dobytkiem do stanów wolnych, a następnie mają prawo wrócić do domów z niezmniejszonym majątkiem. Jednakże dłuższe pobyty umożliwiłyby plantatorom zatrudnianie niewolników do pracy przy żniwach lub zasiewach, co byłoby jednoznaczne z wprowadzeniem niewolnictwa. Praktyka sądowa opierała się na założeniu, że systemu pracy niewolniczej nie można przywrócić w żadnym z terytoriów, gdzie był on zdelegalizowany.
Z tych też powodów, dłuższy pobyt Scotta w wolnych stanach mógł być podstawą do zmiany jego statusu niewolnika. Pierwszy wyrok w tej sprawie wydał sąd stanowy Missouri w 1852 roku, którego sędzia William Scott stwierdził, że zmieniła się sytuacja polityczna, zatem orzecznictwo sądów także powinno się w tej kwestii zmienić. Chcąc zmienić postępowanie sądów lokalnych, Scott zwrócił się do Sądu Najwyższego, pomimo że zdawał sobie sprawę z jego proniewolniczego składu.

## Werdykt i konsekwencje
Sprawa została przedstawiona najwyższemu organowi judykatywy w 1856 roku. Prezes Sądu, Roger Taney sformułował wówczas dwa problemy natury prawnej. Po pierwsze, podał w wątpliwość czy Dred Scott, będąc Afroamerykaninem, ma prawo wnosić skargę. Po drugie zakwestionował, które przepisy powinny rozstrzygać kwestię: prawo stanowe czy kompromis Missouri. W pierwszej wątpliwości, Taney orzekł, że Scott nie mógł złożyć wniosku do Sądu Najwyższego, gdyż w rozumieniu Konstytucji nie jest obywatelem. Swoje rozumowanie oparł na fałszywym przekonaniu, że Ojcowie założyciele mieli rasistowskie poglądy, a także na wybiórczo przygotowanych opiniach z XVIII-wiecznych kolonii amerykańskich i państw europejskich. W przypadku drugiej kwestii, Taney uznał, że kompromis Missouri (pomimo że został w większości uchylony na mocy ustawy Kansas–Nebraska), od samego początku był niekonstytucyjny. Stwierdził, że Kongres nie miał prawa zakazać sprowadzania niewolników na jakikolwiek obszar, bez uprzedniego wszczęcia procedury prawnej. W uzasadnieniu powołał się na V poprawkę do Konstytucji, mówiącą, że nikt nie może być pozbawiony majątku (a niewolników uważano za element majątku), bez uczciwego procesu. Sąd Najwyższy przyjął wnioski Taneya i zaaprobował wyrok, stosunkiem głosów 7:2. Orzeczenie wydał 6 marca 1857 roku (dwa dni po zaprzysiężeniu Jamesa Buchanana na prezydenta Stanów Zjednoczonych). Ponadto, każdy z sędziów napisał odrębne uzasadnienie do wyroku.
Pomimo niekorzystnego wyroku, Dred Scott został niedługo potem wykupiony przez abolicjonistów, którzy zwrócili mu wolność. Orzeczenie Sądu Najwyższego wywołało oburzenie na Północy i radość na Południu kraju. Członkowie Partii Republikańskiej oświadczyli, że prezydent oraz sędziowie uczestniczą w spisku, mającym na celu wprowadzenie niewolnictwa w całym kraju. Abraham Lincoln stwierdził, że „los czarnych nigdy nie był tak beznadziejny, a ich status społeczny gwałtownie się pogorszył”. Podkreślił także postępujące ograniczenia praw wyborczych w kilku stanach północnych i zaostrzenie rygorów w stanach południowych. James Buchanan oczekiwał, że werdykt rozstrzygnie spory dotyczące niewolnictwa i uspokoi nastroje, jednakże skutek okazał się odwrotny. Działacze Partii Demokratycznej (z Północy), także z rezerwą odnieśli się do decyzji Sądu Najwyższego, uznając ją za kłopotliwą, z uwagi na umniejszenie zasady „ludowej suwerenności”. Prezes Roger Taney był od tego momentu jednoznacznie kojarzony z tym wyrokiem i był oskarżany o naginanie Konstytucji, wypaczenie precedensów i błędną interpretację historii.